# Villmyran
Villmyran är ett naturreservat på Mjällomshalvön nordost om Nordingrå i Kramfors kommun i Västernorrlands län. Området är naturskyddat sedan 1974 och är 5,3 hektar stort. Reservatet består av örtrik granskog strax öster om myren Villmyran.
I reservatet finns typiska norrländska granskogsväxter som linnea, ögonpyrola, spindelblomster och harsyra men även tibast och blåsippa. Av sydliga inslag kan nämnas skogsvicker, skogssallat och stor blåklocka.
Väster om skogsreservatet ligger det fem hektar stora rikkärret Villmyran med förekomst av bland annat ängsnycklar, myggblomster, tvåblad, brunag och tätört. I höljor finns den kalkkrävande glänsande korvskorpionmossan.